# Герман (Параскевопулос)
Митрополи́т Ге́рман (греч. Μητροπολίτης Γερμανός, в миру Иоа́ннис Параскево́пулос греч. Ιωάννης Παρασκευόπουλος; 24 февраля 1932, Кардамас — 21 февраля 2023, Гастуни) — епископ Элладской православной церкви бывший митрополит Элеаский (1981—2022). Является автором многочисленных статей и книг.

## Биография
Родился 24 февраля 1932 года в посёлке Кардама.
В 1946 году поступил в церковную школу в Коринфе, а в 1953 году — в богословский институт Афинского университета, который окончил в феврале 1958 года.
8 ноября 1960 года митрополитом Элеаским Германом (Гукасом) в монастыре Скафидьяс был пострижен в монашество с именем Герман, а 20 ноября 1960 года в храме Святого Иоанна Богослова в Кардама был хиротонисан во иеродиакона.
6 декабря 1960 года в кафедральном соборе Святого Николая в Пиргосе митрополитом Германом был хиротонисан во иеромонаха и возведён в достоинство архимандрита. Служил священником на приходах Врана — Варфоломьё и Скурохори, а в сентябре 1961 года назначен проповедником и протосинкеллом митрополии.
В марте 1979 года был назначен секретарём Священного синода Элладской православной церкви.
1 октября 1981 года решением Священного синода был избран для рукоположения в сан митрополита Элеаского.
3 октября 1981 года в храме Святого Дионисия Ареопагита в Афинах архиепископом Серафимом (Тикасом) в сослужении архиереев Элладской православной церкви был рукоположен в сан епископа и возведён в достоинство митрополита Элеаского. 24 октября в кафедральном соборе Святого Николая в Пиргосе состоялась его интронизация.
В связи с преклонным возрастом митрополита, в 2016 году рассматривались варианты его отставки или назначения помощника. В качестве возможного преемника называлось имя митрополита Додонского Хризостома (Синетоса). 5 сентября 2022 года, согласно поданному прошению, решением Священного синода ЭПЦ митрополит Герман был уволен на покой с награждением его золотым крестом ордена апостола Павла — высшей почетной наградой Священного синода Элладской церкви.
Скончался 21 февраля 2023 года в доме престарелых Элеаской митрополии в Гастуни, где жил после отставки.